# بانیولو ین پیانو
بانیولو ین پیانو (به ایتالیایی: Bagnolo in Piano) یک کومونه در ایتالیا است که در استان رجو امیلیا واقع شده‌است.

## خصوصیات
بانیولو ین پیانو ۲۶٫۷ کیلومترمربع مساحت و ۹٬۵۳۶ نفر جمعیت دارد و ۳۲ متر بالاتر از سطح دریا واقع شده‌است.